# Selecció de futbol de Turquia
La Selecció de futbol de Turquia és l'equip representatiu del país en les competicions oficials. La seva organització està a càrrec de la Federació Turca de Futbol, pertanyent a la UEFA.
Si bé la major part del territori turc es troba al continent d'Àsia, Turquia tradicionalment ha jugat a les competicions d'Europa, com l'Eurocopa de futbol i les fases de classificació per a la Copa del Món de futbol.
El major èxit de la selecció turca va ser en la Copa del Món 2002 disputada a Corea del Sud i Japó on van obtenir el tercer lloc del torneig.

## Estadístiques
- Participacions en Copes del Món = 2
- Primera Copa del Món = 1954
- Millor resultat en la Copa del Món = Tercer lloc (2002)
- Participacions en Eurocopes = 2
- Primera Eurocopa = 1996
- Millor resultat en l'Eurocopa = Quarts de final (2000)
- Participacions olímpiques = 6
- Primers Jocs Olímpics = 1924
- Millor resultat olímpic = Sense medalles
- Primer partit

| Turquia | 2–2 | Romania |
| ------- | --- | ------- |
|         |     |         |

 Istanbul, (Turquia)        
- Major victòria

| Turquia | 7–0 | Corea del Sud |
| ------- | --- | ------------- |
|         |     |               |

 Ginebra, (Suïssa)        
- Major derrota

| Turquia | 0–8 | Anglaterra |
| ------- | --- | ---------- |
|         |     |            |

 Istanbul, (Turquia)        

## Participacions en la Copa del Món

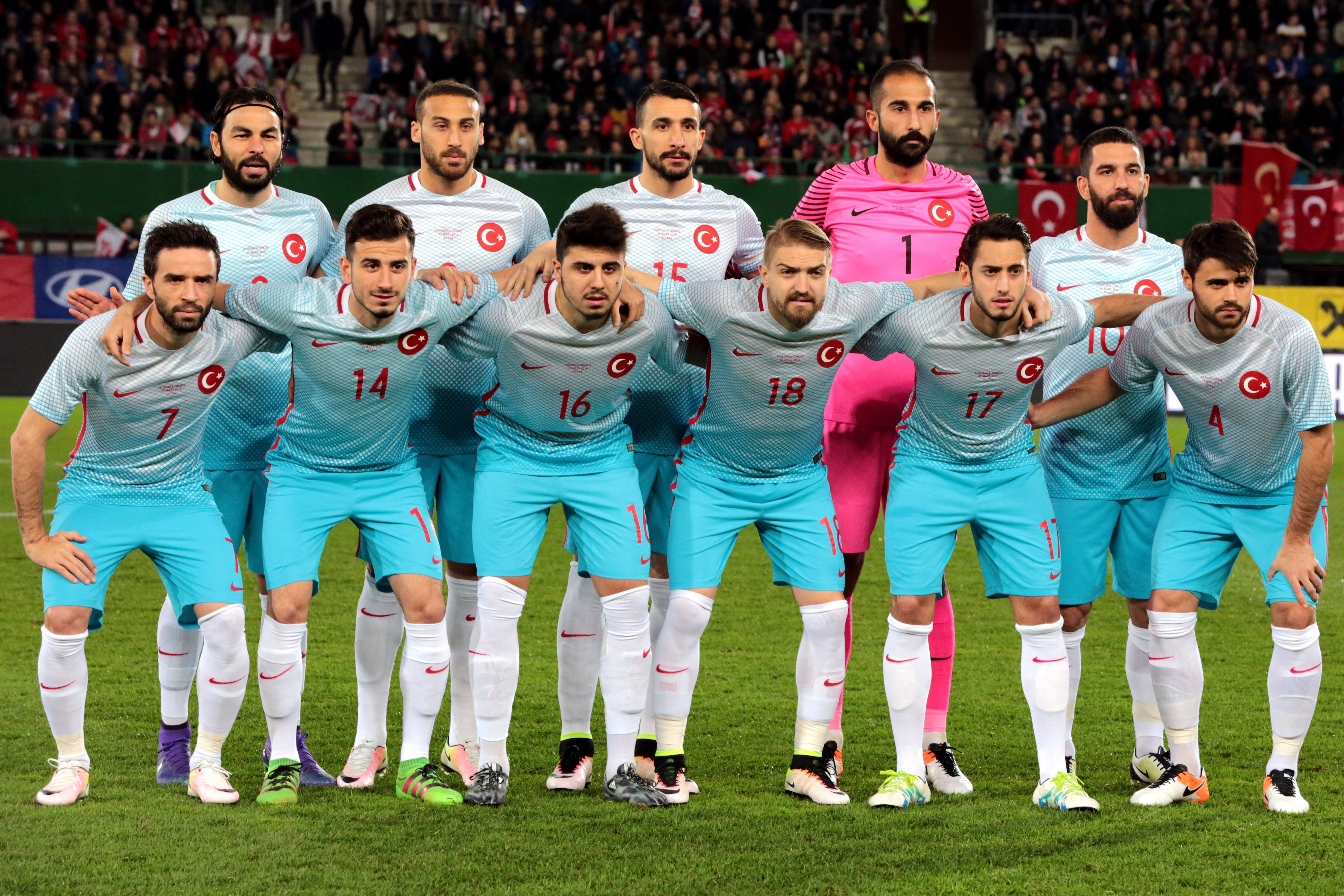
Selecció de futbol de Turquia (2016)

Campions      Finalistes      Tercers      Quarts
Un requadre vermell indica que eren amfitrions del campionat.
| Historial a la Copa del Món | Historial a la Copa del Món  | Historial a la Copa del Món  | Historial a la Copa del Món  | Historial a la Copa del Món  | Historial a la Copa del Món  | Historial a la Copa del Món  | Historial a la Copa del Món  | Historial a la Copa del Món  |
| Edició                      | Ronda                        | Posició                      | PJ                           | PG                           | PE                           | PP                           | GF                           | GC                           |
| --------------------------- | ---------------------------- | ---------------------------- | ---------------------------- | ---------------------------- | ---------------------------- | ---------------------------- | ---------------------------- | ---------------------------- |
| 1930                        | No hi participà              | No hi participà              | No hi participà              | No hi participà              | No hi participà              | No hi participà              | No hi participà              | No hi participà              |
| 1934                        | Es retirà                    | Es retirà                    | Es retirà                    | Es retirà                    | Es retirà                    | Es retirà                    | Es retirà                    | Es retirà                    |
| 1938                        | No hi participà              | No hi participà              | No hi participà              | No hi participà              | No hi participà              | No hi participà              | No hi participà              | No hi participà              |
| 1950                        | Classificada, però es retirà | Classificada, però es retirà | Classificada, però es retirà | Classificada, però es retirà | Classificada, però es retirà | Classificada, però es retirà | Classificada, però es retirà | Classificada, però es retirà |
| 1954                        | Primera fase                 | 9s                           | 3                            | 1                            | 0                            | 2                            | 10                           | 11                           |
| 1958                        | Retirada                     | Retirada                     | Retirada                     | Retirada                     | Retirada                     | Retirada                     | Retirada                     | Retirada                     |
| 1962                        | No es classificà             | No es classificà             | No es classificà             | No es classificà             | No es classificà             | No es classificà             | No es classificà             | No es classificà             |
| 1966                        | No es classificà             | No es classificà             | No es classificà             | No es classificà             | No es classificà             | No es classificà             | No es classificà             | No es classificà             |
| 1970                        | No es classificà             | No es classificà             | No es classificà             | No es classificà             | No es classificà             | No es classificà             | No es classificà             | No es classificà             |
| 1974                        | No es classificà             | No es classificà             | No es classificà             | No es classificà             | No es classificà             | No es classificà             | No es classificà             | No es classificà             |
| 1978                        | No es classificà             | No es classificà             | No es classificà             | No es classificà             | No es classificà             | No es classificà             | No es classificà             | No es classificà             |
| 1982                        | No es classificà             | No es classificà             | No es classificà             | No es classificà             | No es classificà             | No es classificà             | No es classificà             | No es classificà             |
| 1986                        | No es classificà             | No es classificà             | No es classificà             | No es classificà             | No es classificà             | No es classificà             | No es classificà             | No es classificà             |
| 1990                        | No es classificà             | No es classificà             | No es classificà             | No es classificà             | No es classificà             | No es classificà             | No es classificà             | No es classificà             |
| 1994                        | No es classificà             | No es classificà             | No es classificà             | No es classificà             | No es classificà             | No es classificà             | No es classificà             | No es classificà             |
| 1998                        | No es classificà             | No es classificà             | No es classificà             | No es classificà             | No es classificà             | No es classificà             | No es classificà             | No es classificà             |
| 2002                        | Tercer lloc                  | 3s                           | 7                            | 4                            | 1                            | 2                            | 10                           | 6                            |
| 2006                        | No es classificà             | No es classificà             | No es classificà             | No es classificà             | No es classificà             | No es classificà             | No es classificà             | No es classificà             |
| 2010                        | No es classificà             | No es classificà             | No es classificà             | No es classificà             | No es classificà             | No es classificà             | No es classificà             | No es classificà             |
| 2014                        | No es classificà             | No es classificà             | No es classificà             | No es classificà             | No es classificà             | No es classificà             | No es classificà             | No es classificà             |
| 2018                        | No es classificà             | No es classificà             | No es classificà             | No es classificà             | No es classificà             | No es classificà             | No es classificà             | No es classificà             |
| 2022                        | No es classificà             | No es classificà             | No es classificà             | No es classificà             | No es classificà             | No es classificà             | No es classificà             | No es classificà             |
| 2026                        | Pendent                      | Pendent                      | Pendent                      | Pendent                      | Pendent                      | Pendent                      | Pendent                      | Pendent                      |
| 2030                        | Pendent                      | Pendent                      | Pendent                      | Pendent                      | Pendent                      | Pendent                      | Pendent                      | Pendent                      |
| 2034                        | Pendent                      | Pendent                      | Pendent                      | Pendent                      | Pendent                      | Pendent                      | Pendent                      | Pendent                      |
| Total                       | Tercer lloc                  | Tercer lloc                  | 10                           | 5                            | 1                            | 4                            | 20                           | 17                           |

## Participacions en l'Eurocopa
- Des de 1960 a 1992 - No es classificà
- 1996 - Primera fase
- 2000 - Quarts de final
- 2004 - No es classificà
- 2008 - Semifinals
- 2012 - No es classificà
- 2016 - Primera fase
- 2020 - Primera fase
- 2024 - Quarts de final

## Jugadors històrics
- Alpay Özalan
- Arda Turan
- Bülent Korkmaz
- Can Bartu
- Emre Belözoğlu
- Hakan Şükür
- Hasan Şaş
- İlhan Mansız
- Lefter Küçükandonyadis
- Metin Oktay
- Nihat Kahveci
- Rüştü Reçber
- Sergen Yalçın
- Turgay Şeren
- Ümit Özat
- Yıldıray Baştürk